# Josef Böckenhoff
Josef Böckenhoff-Grewing (* 14. März 1900 in Erle; † 1968 in Raesfeld) war ein deutscher Agrarwissenschaftler.

## Leben und Wirken
Böckenhoff-Grewing kam als junger Landwirtschaftslehrer 1925 nach Sögel, während die deutsche Landwirtschaft die ersten bescheidenen Schritte zur Mechanisierung und Rationalisierung wagte. Sein reich illustriertes Hauptwerk Landwirtschaft und Bauerntum auf dem Hümmling erschien erstmals 1929, wurde 1981 neu aufgelegt und ist durch die umfangreiche Dokumentation insbesondere für Historiker bedeutsam.